# Hydroxidjon
Hydroxidjon, OH−, är en jon som kännetecknar vattenlösningar av kemiska baser. I till exempel vatten (neutral lösning) förekommer den tillsammans med vätejoner i lika stora kvantiteter som en följd av vattnets autoprotolys.

## Hydroxider
Kemiska föreningar som innehåller hydroxidjoner kallas för hydroxider. Exempel på hydroxider är natriumhydroxid: NaOH, kaliumhydroxid: KOH, Nickel(II)hydroxid: Ni(OH)2 och kobolt(II)hydroxid: Co(OH)2.